# 无量山钩毛蕨
无量山钩毛蕨（学名：Cyclogramma costularisora），为金星蕨科钩毛蕨属下的一个植物种。